# Lupinus albifrons
Espèce
Lupinus albifrons est une espèce de plantes à fleurs de la famille des Fabaceae. C'est un arbuste présent aux États-Unis.

## Description
Lupinus albifrons est un arbuste vivace, occupant environ une surface de 60 cm et atteignant 1,5 m de hauteur. Ses fleurs bleu clair à violettes sont portées sur des pétioles de 8 à 30 cm. Ses feuilles sont argentées et plumeuses.

## Répartition et habitat
Lupinus albifrons est originaire de Californie et d'Oregon, il pousse le long des côtes, dans les prairies sèches et ouvertes, ainsi que dans les clairières. Il est présent dans plusieurs communautés végétales, notamment la sauge côtière, le chaparral, la garrigue côtière du nord, les forêts de contreforts et la pinède de basse montagne de la Sierra Nevada. Il pousse dans des endroits sablonneux à rocheux en dessous de 1 500 m.

## Culture
Cette plante pousse comme fleur sauvage dans les collines et les vallées de Californie. Elle exige un bon drainage et peu d'eau une fois les racines établies.

## Toxicité pour le bétail
La plante est résistante aux cerfs grâce à la présence de toxines alcaloïdes au goût amer, l'anagyrine et la lupinine En raison de ces toxines, les lupins peuvent avoir des effets négatifs sur le bétail, provoquant des malformations congénitales et une perte de poids, en particulier chez les jeunes bovins inexpérimentés. Lorsque les vaches sont stressées par la lactation, en particulier en période de faible disponibilité de fourrage, elles consomment plus de lupin que d'habitude.

## Mission papillon bleu
Le papillon « bleu mission », une espèce en voie de disparition au niveau fédéral, a besoin de Lupinus albifrons, Lupinus formosus et Lupinus variicolor, dont ses larves se nourrissent. Le papillon devient lui-même toxique lorsqu'il se nourrit de la plante, lui laissant un goût amer qui dissuade les prédateurs.
En raison de son danger potentiel pour le bétail, ce lupin est retiré des pâturages dès que possible, éliminant ainsi une plante alimentaire essentielle de l'aire de répartition du papillon.

## Taxons infraspécifiques
« Lupinus albifrons » compte six variétés différentes, dont quatre sont présentes uniquement en Californie, les deux autres en Californie et en Oregon :
- Lupinus albifrons var. albifrons, silver lupine
- Lupinus albifrons var. collinus, silver lupine
- Lupinus albifrons var. douglasii, Douglas' silver lupine
- Lupinus albifrons var. eminens, silver lupine
- Lupinus albifrons var. flumineus, silver lupine.
- Lupinus albifrons var. hallii, syn. Lupinus paynei, Payne's bush lupine[6].

## Liste des variétés
Selon GBIF (20 juin 2025) :
- Lupinus albifrons var. abramsii (C.P.Sm.) Hoover
- Lupinus albifrons var. albifrons
- Lupinus albifrons var. collinus Greene
- Lupinus albifrons var. douglasii (J.Agardh) C.P.Sm.
- Lupinus albifrons var. fissiacalyx C.P.Sm.

## Systématique
Le nom correct complet (avec auteur) de ce taxon est Lupinus albifrons Benth..

## Dénominations
« Lupinus albifrons », a plusieurs dénominations en anglais :silver lupine « lupin argenté »,, white-leaf bush lupine  « lupin à feuilles blanches », ou evergreen lupine, ou  Lupin à feuilles persistanytes.

### Étymologie
Le nom de genre Lupinus vient du latin « lupus » « le loup » car ses graines sont amères. Son épithète spécifique albifrons du latin albus « blanc »< et « frons » « frondaison ».